# Desastre del Urquiola
El desastre del Urquiola  fue un derrame de petróleo en Galicia provocado por el hundimiento del buque petrolero Urquiola en 1976.
El petrolero Urquiola fue protagonista, el 12 de mayo de 1976, de una de las peores catástrofes ecológicas acaecidas en España. Ese día, el buque petrolero, portando una carga de petróleo para la empresa Petrolíber, sufrió un accidente a la entrada de la ría del Burgo en Galicia, cuando quedó embarrancado al encallar contra una aguja rocosa existente a la entrada del mismo que estaba mal señalizada, según afirmó posteriormente un práctico del puerto. Aunque en ese accidente el buque no sufrió grandes daños y su capitán pidió la entrada a puerto, la Comandancia de Marina tomó la decisión de sacarlo a alta mar para alejarlo a 200 millas de la costa.
En las maniobras para su alejamiento el barco sufrió más daños y en el quinto intento de rescate se incendió y explotó. El capitán murió intoxicado al quedarse a bordo hasta el último momento. El vertido de unas 100.000 toneladas de crudo que portaba anegó las rías de Betanzos, Ferrol y Ares.
El 4 de mayo de 1982, el Parlamento aprobó una iniciativa para que la Junta de Galicia solicitara al Gobierno español el pago de indemnizaciones a los pescadores afectados por la catástrofe. Estos comenzaron a percibirlas en 1986 finalizando los últimos pagos en noviembre de 1992. En 1985 una Sentencia del Tribunal Supremo dictaminó que el costo total para las arcas públicas del desastre fue de más de 7000 millones de pesetas.

## El buque
El Urquiola fue un buque petrolero de bandera española de 276,54 metros de eslora, 39,07 de manga y 15,19 de calado. Construido por Astilleros Españoles, en su factoría de Sestao (Vizcaya) fue botado en junio de 1973, tenía un peso muerto de 111.225 toneladas.

## La tragedia
A las 08:20 horas del 12 de mayo de 1976 en la maniobra de entrada al Puerto de La Coruña, para efectuar la descarga en su refinería, toca unos bajos no señalados en las cartas. Ya con el barco detenido y una vez analizadas las averías, la Comandancia de Marina ordenó al Urquiola salir a la mar, lo que se produce a las 09:15 horas del mismo día. La maniobra se realiza por el mismo canal de la entrada, lo que sumado a que por la avería ocasionada en la maniobra de entrada, que le aumentaba el calado de proa en 2,5 metros, vuelve a tocar en la misma "aguja" causándole averías irreversibles que hacen que, tras una explosión registrada horas más tarde, arda por completo, consumiéndose con las llamas parte de su carga y vertiendo al mar otra parte causando una gran marea negra. Días más tarde con la ayuda del petrolero Camporraso, se trasiega al mismo el resto de la carga que todavía quedaba en su interior, en una operación bastante controvertida en su momento debido a su falta de seguridad.
Se hizo responsable de la tragedia al capitán del buque, Francisco Eduardo Rodríguez Castelo (único fallecido en la tragedia que murió de forma heroica tras las explosiones posteriores). Los tribunales lo exculparon, dando la razón a su familia, ya que ni la carta estaba actualizada y la Autoridad de Marina le obligó a ciabogar y salir por el mismo canal, con más calado por el agua embarcada tras la primera colisión, y con la marea más baja, por lo que la varada final fue inevitable. 

### Antecedentes de la tragedia
Entre los años 1953 y 1956 se levantó la carta n.º 9290, que se consideró la más idónea para acceder al puerto de La Coruña y fue la utilizada en la derrota del petrolero Urquiola veinte años más tarde. 
Con la entrada en servicio de la refinería coruñesa (Petrolíber), en 1964, los petroleros que accedían al puerto de La Coruña fueron cada vez mayores, acentuando este hecho que, a partir del cierre del Canal de Suez en 1967, comenzaron a hacerse enormes. La Comandancia de Marina de La Coruña había sido notificada de la existencia de agujas por un buzo en 1967, y por una filial de Dragados y Construcciones en 1971. Según algunas fuentes, dos petroleros (se mencionan el Santiago y el Ildefonso Fierro) habían sufrido incidentes en ese mismo lugar aunque no tuvieron mayores consecuencias. En 1974 el capitán del Magdalena del Mar dio parte a la Comandancia sobre la existencia de la aguja rocosa que había detectado en el sonar de su barco.
Ante la posible existencia de agujas rocosas sin identificar se planteó, en 1976, realizar un nuevo levantamiento para hacer una nueva carta náutica aunque se mantiene el uso de la canal "N" para el acceso a la refinería. El Urquiola había usado, antes del accidente, este canal dieciséis veces para entrar cargado y sin novedad en “casi” todas las condiciones de marea.

### Explosión y vertido
Tras el primer roce con el fondo a las 08:20 horas del 12 de mayo, y tras un primer informe de daños se detectó una entrada de crudo mezclado con agua en la cámara de bombas; se informó además que a la altura del 1E (contiguo al 1C) salía crudo al exterior, inundación en el coferdán de proa, y a popa estribor, una pequeña pérdida de fuel al mar. Pasada una hora la situación estaba estabilizada con el petrolero adrizado y hocicado de proa unos 2,5 metros por la inundación del coferdán y, por lo que se deduce, cuando menos del 1E. Con unos 18 metros de calado, desde el propio buque se informó a la Comandancia que era inconveniente (más bien imposible) acceder a la terminal, aunque con la sala de máquinas y la casi totalidad de los tanques de carga intactos, se podría de fondear, extender una barrera, trasegar a otro petrolero parte de la carga hasta reducir el calado y terminar el trabajo atracados al pantalán. 
Hacia las 09:15 la Comandancia de Marina ordenó al Urquiola salir a la mar, con obligación de hacerlo “por el mismo canal por el que había entrado”. Semejante medida pretendía salvaguardar la ría de un desastre ecológico. Con su sobrecalado y habiendo bajado la marea 35 cm, a las 09:33, tras un choque, un enorme ruido y una fuerte vibración, el barco quedó súbitamente detenido en una situación muy próxima a donde había tocado fondo al entrar. Inmediatamente se ordenó “para” y se probó a dar avante y atrás, el buque estaban irremisiblemente trincados al fondo; días después los buceadores de la compañía de salvamento encontrarían un desgarrón en el casco de unos 60 metros de largo por 0,5 de ancho. Tras el impacto se produjo una escora de unos 10° a estribor y la proa se hundió hasta los escobenes, la brecha abierta afecto a algunos tanques de carga comenzando el vertido del crudo.
Tras evacuar a la tripulación, y tan sólo con el capitán Castelo y el práctico Sánchez Lebón a bordo, hacia las 13:53, se produjo una explosión, seguida de un pavoroso incendio. Ambos se arrojaron al mar sin poder ser rescatados por las embarcaciones. El práctico llegó a nado a la Cala del Canabal. El cadáver del capitán aparecería quemado y cubierto de petróleo dos días después..

### Marea negra
Tras la explosión inicial se produjo un incendio de crudo que arrasó al petrolero durante dos días; afortunadamente, la ligereza de la carga permitió que casi sus tres cuartas partes ardieran en una descomunal hoguera o se evaporaran sin más. En su extinción definitiva tendrían una actuación destacada el CASI de Ferrol y el remolcador de la Armada RA-1.
Una vez estabilizada la situación, el petrolero Camporraso se amarró a boyas a cien metros escasos del casco del petrolero siniestrado y con la intervención del buque de salvamento holandés Smit Lloyd 106, se trasegó unas 7.700 toneladas de crudo que le quedaban a bordo.  Esta operación fue criticada por falta de seguridad. Otras 4500 toneladas fueron recogidas a flote o en las playas, pero la carga restante se extendió por las rías de Ferrol, Ares y Betanzos arruinando la pesca durante una temporada; para desgracia de la fauna marina, entre 10.000 y 15.000 toneladas fueron tratadas en la mar con dispersantes y otras 2.000 quedaron pegadas a la costa reforzando el negro de los percebes.

## El honor del capitán Castelo
Para el difunto capitán al principio todo fueron elogios: a los siete días de su muerte ya se le había concedido una Cruz del Mérito Naval a título póstumo y a los veinte la Medalla de Oro del Mérito Social Marítimo, pero posteriormente una sentencia de acuerdo con la Ley Penal y Disciplinaria de la Marina Mercante, hace “directamente responsable” del mismo al capitán, al jefe de máquinas y al 1º oficial, y subsidiariamente al 3.º oficial y al 1.º oficial de máquinas del Urquiola.
En 1979 el Ministerio de Defensa denegó por transcurso de plazo la indemnización solicitada por la viuda de Castelo y esta acudió a tribunales llegando el caso a la Sala Cuarta del Tribunal Supremo, que declaró probado que la muerte de Castelo se había producido a consecuencia de una sucesión de acontecimientos ocasionados por el mal funcionamiento de la Administración. En su Sentencia de 18 de julio de 1983 la Sala puntualizó que ello había acontecido 

...sin que en esta serie encadenada de acontecimientos interviniera culpa o negligencia del citado capitán, que cumplió en todo momento con los deberes de su cargo de manera irreprochable y con tal dedicación y heroísmo que perdió su vida por su fidelidad a las tradicionales virtudes de los hombres de la mar y de su profesión de capitán de la Marina Mercante, a la cual honró en conducta ejemplar compartida por el práctico...

La sentencia sentó las bases para que las compañías aseguradoras ejercieran acción de regreso contra el Estado, que hubo de indemnizarlas en virtud de otra Sentencia del Supremo de fecha 6 de marzo de 1985. Posteriormente se erigió un monumento en un lugar de la ciudad de La Coruña, próximo al de la tragedia, dedicado al fallecido capitán Castelo.

## El buque tras el accidente
Los restos del Urquiola, tras ser reflotados, fueron trasladados al puerto de Ferrol donde se desguazó la proa y se reutilizó la parte de popa, que tenía la sala de máquinas casi intacta, que fue usada en el buque bulkcarrier Argos botado en 1983. Esta nave pasó en 1988 a la Naviera Vizcaína con el nombre de Urduliz.  El 29 de agosto de 1983 el Urduliz tuvo un incidente con el portaaviones nuclear de la armada de EE. UU. Dwight D. Eisenhower en el puerto de Hampton Roads cuando estaba esperando turno para cargar carbón en Norfolk. 
En 1989 el Urduliz cambió de armador pasando a E.N. Elcano con el nombre de Castillo de Quermensó y pabellón de Bahamas estando en activo hasta el año 2002 que fue desguazado en Bangladés.